# Theodor Heuss
Theodor Heuss (Brackenheim, 31 gennaio 1884 – Stoccarda, 12 dicembre 1963) è stato un politico, giornalista, pubblicista e politologo tedesco, primo presidente federale della Germania (Germania Ovest) dal 12 settembre 1949 al 12 settembre 1959. È stato membro dell'FDP.

## Biografia

### Famiglia

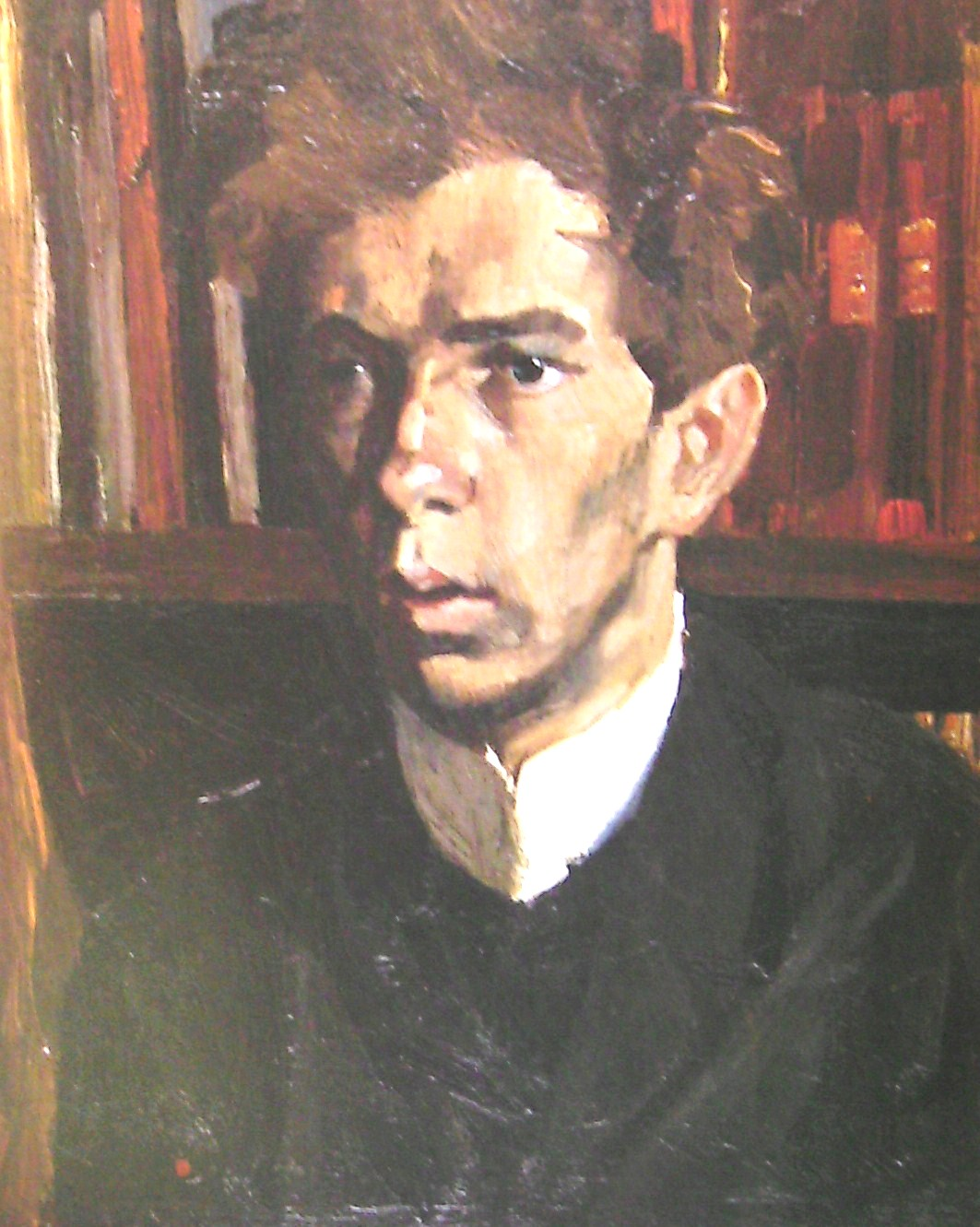
Theodor Heuss (1905) Ritratto di gioventù in olio di Albert Weisgerber

Heuss arrivò nella città di Oberamt nel Württemberg come figlio dell'architetto del governo Ludwig "Louis" Heuss (1853-1903) e di Elisabeth Heuss, nata Gümbel (1853-1927). Aveva due fratelli maggiori, Ludwig (1881-1932), divenuto in seguito medico della città di Heilbronn, e Hermann (1882-1959), in seguito architetto e professore di ingegneria civile. Heuss era protestante.

### Studi e matrimonio
Theodor Heuss è stato educato a Heilbronn e si è laureato nel 1902. Ha poi studiato storia dell'arte ed economia a Berlino e Monaco di Baviera e ha conseguito il dottorato nel 1905. Dopo gli studi, si è unito alla cerchia di Friedrich Neumann che segnerà fortemente le sue idee politiche e sociali. Fu dal 1905 al 1912 redattore del quotidiano a cura di Neumann, Die Hilfe (L'Aide). L'11 aprile 1908 a Strasburgo, si è sposato con Elly Knapp dal pastore Albert Schweitzer. È stato poi redattore capo del Neckar-Zeitung dal 1912 al 1918, direttore degli studi dal 1920 al 1924, poi docente di politica alla Hochschule di Berlino fino al 1933.
Amico intimo della famiglia Dohrn, scrisse un volume sulla stazione zoologica fondata a Napoli dal biologo Anton Dohrn, pubblicato in italiano nel 1959 con il titolo L'Acquario di Napoli e il suo fondatore Anton Dohrn (Roma, Casini, 1959).

## Carriera politica

### Gli esordi, il periodo nazista e il dopoguerra
Theodor Heuss è stato eletto deputato distrettuale a Berlino-Schöneberg nel 1919. Tra il 1924 e il 1928 e tra il 1930 e il 1933 è stato membro del Partito Democratico Tedesco (DDP) nel Reichstag, a cui si è unito nel 1918.
Il 23 marzo 1933, insieme agli altri quattro membri del DDP, votò a favore del Decreto dei pieni poteri del 1933, che diede ad Adolf Hitler il diritto di emanare testi legislativi senza approvazione parlamentare. Più tardi nel Terzo Reich, fu costretto a ridurre le sue attività editoriali e politiche.
Dopo la caduta del Reich, fu ministro dei Culti del Landtag del Württemberg-Baden al Landtag si sedette dal 1945 al 1949 per il Partito Popolare Democratico (DVP). Sostenne la fusione dei vari partiti liberali nelle zone di occupazione occidentali e conseguì questo obiettivo nel 1948 con la formazione del Partito liberaldemocratico (FDP), di cui divenne presidente lo stesso anno. È stato membro del Consiglio parlamentare incaricato di redigere la Legge fondamentale.

### Primo mandato presidenziale

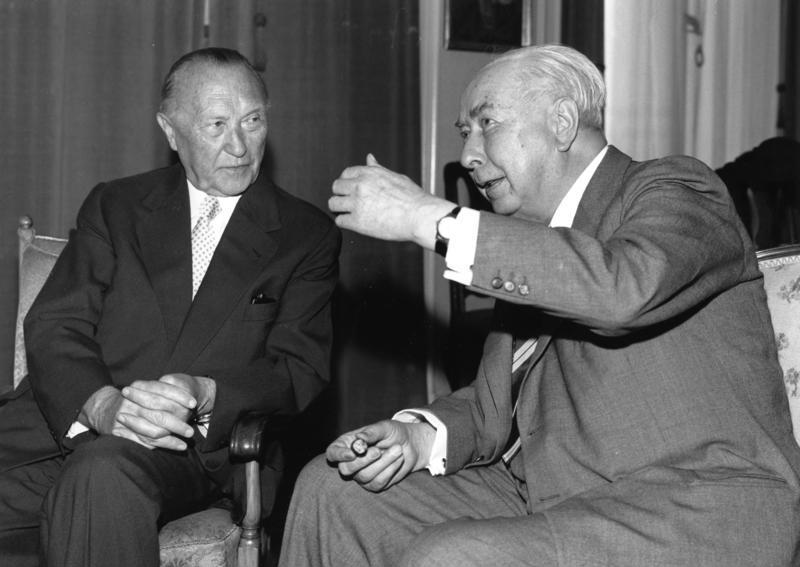
Adenauer e Heuss nel 1959

La prima Assemblea federale lo elegge presidente federale il 12 settembre 1949. La legge fondamentale di Bonn conferisce al presidente le funzioni essenzialmente rappresentative, contrariamente alla costituzione di Weimar.
Theodor Heuss è riuscito a dare alla carica di presidente federale la più grande considerazione del popolo. Tornò coscientemente alle tradizioni politiche, democratiche e spirituali interrotte dal regime nazista. Ha sottolineato le sue azioni politiche interne sull'armonizzazione delle opposizioni politiche. Le sue visite ufficiali permisero alla Germania di guadagnare una considerazione crescente all'estero.

### Secondo mandato presidenziale

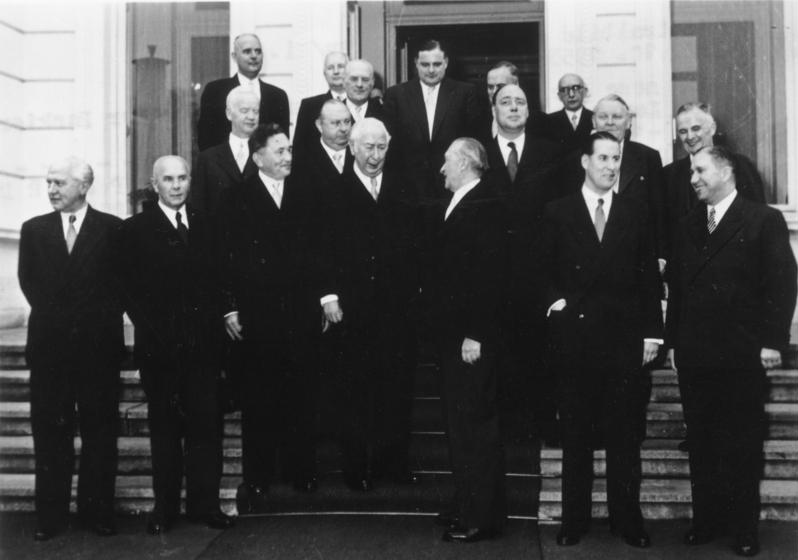
Il Presidente federale Heuss all'inaugurazione del Governo Adenauer II

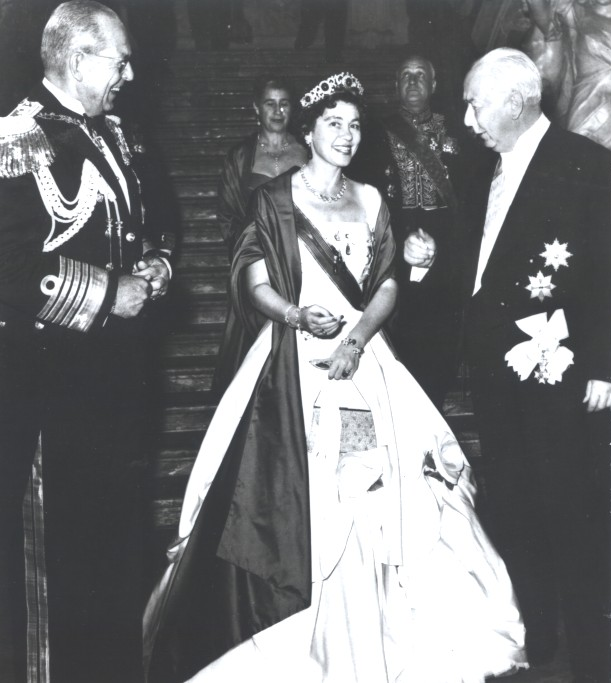
Re Paolo I degli Elleni e Patrono dell'Ordine Alessandro con la regina Federica di Hannover di Grecia insieme al presidente federale Theodor Heuss alla visita di stato nel 1954 in Germania

Vedovo dal 1952, Heuss fu rieletto nel 1954 praticamente senza opposizioni, dopo che i socialdemocratici avevano rinunciato alla nomina di un candidato rivale. Non prima del maggio 1956, poté fare la sua prima visita di stato, invitato da Re Paolo di Grecia. Il presidente, accompagnato dal ministro degli Esteri Heinrich von Brentano, fu travolto dalla calda accoglienza ad Atene, considerando che il paese aveva sofferto pesantemente durante l'occupazione tedesca nella seconda guerra mondiale. Rimase in carica fino alla fine del suo mandato, il 12 settembre 1959, gli succedette alla carica di presidente federale Heinrich Lübke. Aveva rifiutato un terzo mandato in quanto ciò avrebbe reso necessaria la modifica della costituzione, rifiutando nello stesso tempo le modifiche alla Legge fondamentale.

## Ultimi anni

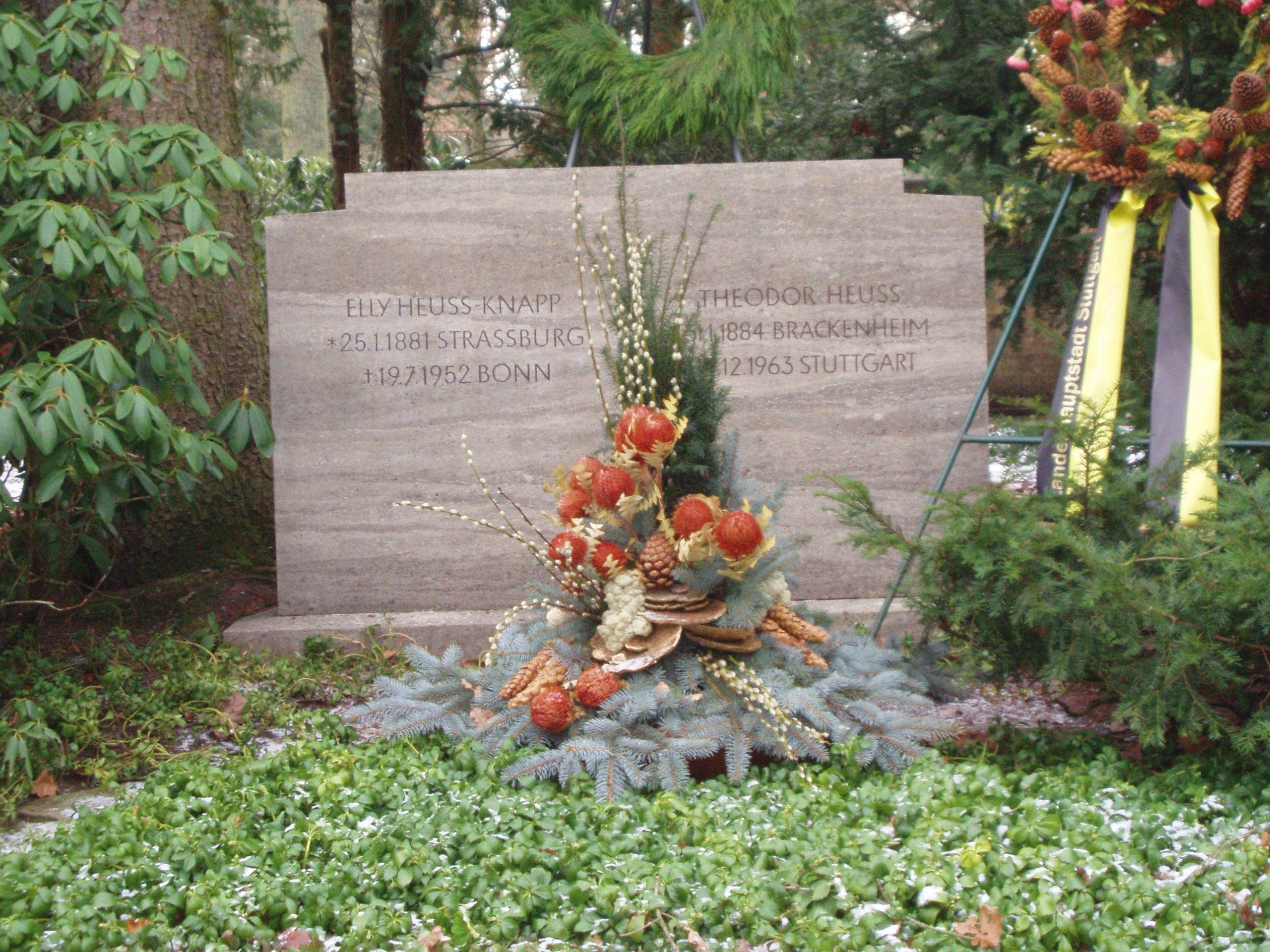
La tomba dei coniugi Heuss

Nel 1959 fu premiato con il premio per la pace dei librai tedeschi.
Dopo la fine del suo secondo mandato come presidente federale, Heuss, nel settembre 1959, si ritirò dalla sua casa di riposo (poi ribattezzata Theodor-Heuss-Haus) presso Stoccarda Killesberg. Morì nel sonno il 12 dicembre 1963, dopo essere sopravvissuto all'amputazione della gamba sinistra ("la gamba del fumatore") nell'agosto 1963. Il funerale di Stato fu celebrato il 17 dicembre 1963 nella Chiesa collegiata di Stoccarda. La doppia tomba di Theodor Heuss e sua moglie si trova nel Waldfriedhof Stuttgart.

## Visite di Stato
| Anno | Mese                 | Stato               |
| ---- | -------------------- | ------------------- |
| 1956 | 14-22 maggio         | Grecia              |
| 1957 | 5-13 maggio          | Turchia             |
|      | 18-28 novembre       | Italia e Santa Sede |
| 1958 | 28 maggio - 3 giugno | Canada              |
|      | 4 giugno - 23 giugno | USA                 |
|      | 20-23 ottobre        | Regno Unito         |

## Fondazioni religiose
Nel 1951, Heuss ha donato l'Ordine al Merito della Repubblica Federale di Germania con i suoi passi. Nel 1952 rinnovò l'Ordine Pour le Mérite e divenne il suo protettore.

## Heuss e l'inno nazionale della Germania federale
Come nuovo presidente federale, Heuss voleva imporre un nuovo Inno nazionale per la Repubblica federale, ma fu impedito da Adenauer. Il vecchio inno nazionale della Germania, sosteneva Heuss, non era più accettabile per la nuova democrazia a causa dell'abuso propagandistico di cui ne fecero i nazisti. Il primo versetto non si adattava più al momento storico. La seconda strofa ("donne tedesche, lealtà tedesca ...") era già "sempre banale, la terza da sola troppo corta". Ma proprio il terzo versetto venne tradotto da Adenauer di nuovo come inno nazionale - questa volta con l'approvazione del suo grande avversario, il leader dell'opposizione SPD Kurt Schumacher. Heuss alla fine accettò, ma decise di non annunciare l'inno attraverso un proclama presidenziale.

## Omaggi
- A Berlino, la "Reichskanzlerplatz" è stata ribattezzata "Theodor-Heuss-Platz" nel 1963 (analogamente all'omonima stazione della metropolitana).
- Il ponte Theodor-Heuss, che attraversa il Reno tra Wiesbaden e Magonza in Germania, è stato nominato in suo onore.

## Opere
- Weinbau und Weingärtnerstand in Heilbronn am Neckar. Dissertation an der Universität München 1905/06; Carlesso, Brackenheim 2005, ISBN 3-00-014657-1.
- Die Bundesstaaten und das Reich. Fortschritt Buchverlag der „Hilfe“, Berlin-Schöneberg 1918.
- Friedrich Naumann: Gestalten und Gestalter. Lebensgeschichtliche Bilder. Herausgegeben von Theodor Heuss. Walter de Gruyter, Berlin/Leipzig 1919.
- Hitlers Weg: Eine historisch-politische Studie über den Nationalsozialismus. Union, Stuttgart 1932 (acht Auflagen 1932, zu Lebzeiten verhinderte Heuss einen Nachdruck).[6] Neuausgabe als Hitlers Weg. Eine Schrift aus dem Jahre 1932. Wunderlich, Tübingen 1968.
- Friedrich Naumann. Der Mann, das Werk, die Zeit. Deutsche Verlagsanstalt, Stuttgart/Berlin 1937; Siebenstern-Taschenbuch-Verlag, München/Hamburg 1968.
- Hans Poelzig: Bauten und Entwürfe. Das Lebensbild eines deutschen Baumeisters. E. Wasmuth, Berlin 1939; Deutsche Verlags-Anstalt, Stuttgart 1985, ISBN 3-421-02835-4.
- Anton Dohrn in Neapel. Atlantis-Verlag, Berlin/Zürich 1940; erweiterte Ausgabe unter dem Titel Anton Dohrn. Wunderlich, Stuttgart/Tübingen 1948.
- Justus von Liebig. Vom Genius der Forschung. Hoffmann und Campe, Hamburg 1942.
- Robert Bosch. Leben und Leistung. Wunderlich, Stuttgart/Tübingen 1946; erweiterte Neuausgabe, Deutsche Verlags-Anstalt, Stuttgart 2002, ISBN 3-421-05630-7.
- Deutsche Gestalten. Studien zum 19. Jahrhundert. Wunderlich, Stuttgart/Tübingen 1947; Goldmann, München 1975, ISBN 3-442-11130-7.
- Schattenbeschwörung. Randfiguren der Geschichte. Wunderlich, Stuttgart/Tübingen 1947; Klöpfer und Meyer, Tübingen 1999, ISBN 3-931402-52-5.
- 1848. Werk und Erbe. Schwab, Stuttgart 1948; Neuausgabe unter dem Titel 1848. Die gescheiterte Revolution. Deutsche Verlags-Anstalt, Stuttgart 1998, ISBN 3-421-05143-7.
- Mut zur Liebe. Deutscher Koordinierungsrat der Christen und Juden, Bad Nauheim 1949 (Rede des Bundespräsidenten anlässlich der Feierstunde der Gesellschaft für christlich-jüdische Zusammenarbeit in Wiesbaden am 7. Dezember 1949).
- Was ist Qualität? Zur Geschichte und zur Aufgabe des Deutschen Werkbundes. Wunderlich, Tübingen/Stuttgart 1951.
- Vorspiele des Lebens. Jugenderinnerungen. R. Wunderlich, Tübingen 1953.
- Diversi articoli in Neue Deutsche Biographie, dal 1953 (E-Texte)
- Zur Kunst dieser Gegenwart. 3 Essays. Wunderlich, Tübingen 1956.
- Reden an die Jugend. Wunderlich, Tübingen 1956.
- Von Ort zu Ort. Wanderungen mit Stift und Feder. Wunderlich, Tübingen 1959; Deutsche Verlags-Anstalt, Stuttgart 1986, ISBN 3-421-06225-0.
- Staat und Volk im Werden. Reden in und über Israel, mit 4 Farbskizzen des Verfassers. München 1960.
- Vor der Bücherwand. Skizzen zu Dichtern und Dichtung. Wunderlich, Tübingen 1961.
- Wanderung durch deutsches Schicksal. Bertelsmann, Gütersloh 1961.
- Erinnerungen 1905–1933. Wunderlich, Tübingen 1963; Fischer Bücherei, Frankfurt a. M./Hamburg 1965.
- Ernte der Jahre – Eine Auswahl aus seinen Schriften. Wunderlich, Tübingen 1963; Bertelsmann Gütersloh 1964.
- An und über Juden. Aus Schriften und Reden (1906–1963) zusammengestellt und hrsg. von Hans Lamm. Econ Verlag, Düsseldorf/Wien 1964.
- Berlin und seine Museen. Knorr und Hirth, München/Ahrbeck 1966.
- Aufzeichnungen 1945–1947. Hrsg. von Eberhard Pikart. Wunderlich, Tübingen 1966.
- Die großen Reden. Deutscher Taschenbuch Verlag, München 1967.
- Schwaben. Farben zu einem Portrait. Wunderlich, Tübingen 1967.
- Die Machtergreifung und das Ermächtigungsgesetz. Zwei nachgelassene Kapitel der Erinnerungen 1905 bis 1933. Hrsg. von Eberhard Pikart. Wunderlich, Tübingen 1967.
- Tagebuchbriefe 1955–1963. Eine Auswahl aus Briefen an Toni Stolper. Wunderlich-Verlag Leins, Tübingen/Stuttgart 1970, ISBN 3-8052-0308-X.
- Hochverehrter Herr Bundespräsident! Der Briefwechsel mit der Bevölkerung 1949–1959. Stuttgarter Ausgabe. Herausgegeben von der Stiftung Bundespräsident-Theodor-Heuss-Haus, bearbeitet von Wolfram Werner. Verlag de Gruyter, Berlin 2010, ISBN 978-3-598-25126-9 (auch als E-Book).

### Theodor Heuss, Stuttgarter Ausgabe
- Aufbruch im Kaiserreich. Briefe 1892–1917. Hrsg. und bearb. von Frieder Günther. De Gruyter, Berlin, Boston 2009, ISBN 978-3-598-25123-8.
- Bürger der Weimarer Republik. Briefe 1918–1933. Hrsg. und bearb. von Michael Dorrmann. K. G. Saur, München 2008, ISBN 978-3-598-25122-1.
- In der Defensive. Briefe 1933–1945. Hrsg. und bearb. von Elke Seefried. De Gruyter, Berlin, Boston 2009, ISBN 978-3-598-25124-5.
- Erzieher zur Demokratie. Briefe 1945–1949. Hrsg. und bearb. von Ernst Wolfgang Becker. De Gruyter, Berlin 2008, ISBN 978-3-598-44116-5.
- Der Bundespräsident. Briefe 1949–1954. Hrsg. und bearb. von Ernst Wolfgang Becker, Martin Vogt, Wolfram Werner. De Gruyter, Berlin, Boston 2012, ISBN 978-3-598-25127-6.
- Der Bundespräsident. Briefe 1954–1959. Hrsg. und bearb. von Ernst Wolfgang Becker, Martin Vogt und Wolfram Werner. De Gruyter, Berlin 2013, ISBN 978-3-11-029887-1.
- Privatier und Elder Statesman. Briefe 1959–1963. Hrsg. und bearb. von Frieder Günther. De Gruyter, Berlin 2014, ISBN 978-3-598251290.